# Tênis de mesa nos Jogos Olímpicos de Verão de 2020 - Duplas mistas
A competição de duplas mistas do tênis de mesa nos Jogos Olímpicos de Verão de 2020 foi disputada entre 24 e 26 de julho de 2021 no Ginásio Metropolitano de Tóquio, na capital japonesa. Um total de 32 mesatenistas de 16 Comitês Olímpicos Nacionais (CON) participaram do evento.
Na estreia do evento em Jogos Olímpicos, Jun Mizutani e Mima Ito conquistaram a primeira medalha de ouro olímpica do Japão no tênis de mesa.

## Qualificação
As duplas mistas tiveram 16 equipes classificadas. Cada continente (com as Américas sendo divididas em América do Norte e América do Sul pela Federação Internacional de Tênis de Mesa) teve uma competição qualificatória para indicar um par. Quatro equipes se classificaram no World Tour Grand Finals de 2019 e cinco na edição de 2020. O Japão, na condição de país sede, também teve vaga garantida. Se um CON tivesse um par de duplas mistas e uma equipe de um ou ambos os gêneros qualificados, os jogadores de duplas deveriam ser membros da equipe de seu gênero.

## Formato
A competição consiste de um torneio de eliminação direta, com uma primeira rodada (oito partidas), quartas de final (quatro partidas), semifinais (duas partidas) e disputas de medalhas (duas partidas). Cada partida é disputada em melhor de sete sets de até 11 pontos, com no mínimo dois pontos de vantagem. Por exemplo, se houver um empate de 10 a 10, o jogo é vencido pela dupla que marcar dois pontos a mais que o adversário.
Os vencedores de cada partida avançam para a próxima rodada e os perdedores são eliminados. Os vencedores das semifinais avançam para a disputa pela medalha de ouro e os perdedores das duas semifinais disputam a medalha de bronze.

## Calendário
| P | Preliminares | QF | Quartas de final | SF | Semifinais | F | Finais |

| DataEvento    | 24 jul | 25 jul | 25 jul | 26 jul | 27 jul | 28 jul | 29 jul | 29 jul | 30 jul | 31 jul | 1 ago | 2 ago | 2 ago | 3 ago | 3 ago | 4 ago | 4 ago | 5 ago | 6 ago |
| ------------- | ------ | ------ | ------ | ------ | ------ | ------ | ------ | ------ | ------ | ------ | ----- | ----- | ----- | ----- | ----- | ----- | ----- | ----- | ----- |
| Duplas mistas | P      | QF     | SF     | F      |        |        |        |        |        |        |       |       |       |       |       |       |       |       |       |

## Medalhistas
| Ouro   | JPN Jun Mizutani e Mima Ito    |
| Prata  | CHN Xu Xin e Liu Shiwen        |
| Bronze | TPE Lin Yun-ju e Cheng I-ching |

## Cabeças de chave
Os cabeças de chave foram revelados em 18 de julho de 2021. Os resultados do sorteio foram anunciados três dias depois no Ginásio Metropolitano de Tóquio.
1. CHN Xu Xin / Liu Shiwen (final, medalha de prata)
2. JPN Jun Mizutani / Mima Ito (campeões, medalha de ouro)
3. TPE Lin Yun-ju / Cheng I-ching (semifinal, medalha de bronze)
4. HKG Wong Chun Ting / Doo Hoi Kem (quartas de final)
5. SVK Ľubomír Pištej / Barbora Balážová (primeira rodada)
6. KOR Lee Sang-su / Jeon Ji-hee (quartas de final)
7. GER Patrick Franziska / Petrissa Solja (quartas de final)
8. FRA Emmanuel Lebesson / Jia Nan Yuan (semifinal, quarto lugar)
9. ROU Ovidiu Ionescu / Bernadette Szőcs (quartas de final)
10. AUT Stefan Fegerl / Sofia Polcanova (primeira rodada)
11. HUN Ádám Szudi / Szandra Pergel (primeira rodada)
12. IND Sharath Kamal / Manika Batra (primeira rodada)
13. AUS Hu Heming / Melissa Tapper (primeira rodada)
14. EGY Omar Assar / Dina Meshref (primeira rodada)
15. CAN Eugene Wang / Zhang Mo (primeira rodada)
16. CUB Jorge Campos / Daniela Fonseca (primeira rodada)

## Resultados
A competição foi realizada ao longo de três dias até a definição dos medalhistas:
| Primeira rodada | Primeira rodada              | Primeira rodada | Primeira rodada | Primeira rodada | Primeira rodada | Primeira rodada | Primeira rodada | Primeira rodada |  |  | Quartas de final | Quartas de final            | Quartas de final | Quartas de final | Quartas de final | Quartas de final | Quartas de final | Quartas de final | Quartas de final |  |  | Semifinal | Semifinal                  | Semifinal | Semifinal | Semifinal | Semifinal | Semifinal | Semifinal | Semifinal |  |  | Final | Final                    | Final | Final | Final | Final | Final | Final | Final |
|                 |                              |                 |                 |                 |                 |                 |                 |                 |  |  |                  |                             |                  |                  |                  |                  |                  |                  |                  |  |  |           |                            |           |           |           |           |           |           |           |  |  |       |                          |       |       |       |       |       |       |       |
| 1               | CHN Xu X CHN Liu S           | 9               | 11              | 11              | 11              | 11              |                 |                 |  |  |                  |                             |                  |                  |                  |                  |                  |                  |                  |  |  |           |                            |           |           |           |           |           |           |           |  |  |       |                          |       |       |       |       |       |       |       |
| 15              | CAN E Wang CAN Zhang M       | 11              | 8               | 7               | 8               | 6               |                 |                 |  |  | 1                | CHN Xu X CHN Liu S          | 11               | 11               | 11               | 12               |                  |                  |                  |  |  |           |                            |           |           |           |           |           |           |           |  |  |       |                          |       |       |       |       |       |       |       |
| 9               | ROU O Ionescu ROU B Szőcs    | 11              | 11              | 12              | 11              | 11              |                 |                 |  |  | 9                | ROU O Ionescu ROU B Szőcs   | 6                | 1                | 6                | 10               |                  |                  |                  |  |  |           |                            |           |           |           |           |           |           |           |  |  |       |                          |       |       |       |       |       |       |       |
| 5               | SVK L Pištej SVK B Balážová  | 8               | 8               | 14              | 4               | 9               |                 |                 |  |  |                  |                             |                  |                  |                  |                  |                  |                  |                  |  |  | 1         | CHN Xu X CHN Liu S         | 11        | 11        | 13        | 11        |           |           |           |  |  |       |                          |       |       |       |       |       |       |       |
| 8               | FRA E Lebesson FRA JN Yuan   | 11              | 11              | 11              | 11              |                 |                 |                 |  |  |                  |                             |                  |                  |                  |                  |                  |                  |                  |  |  | 8         | FRA E Lebesson FRA JN Yuan | 5         | 6         | 11        | 7         |           |           |           |  |  |       |                          |       |       |       |       |       |       |       |
| 13              | AUS H Hu AUS M Tapper        | 5               | 9               | 1               | 0               |                 |                 |                 |  |  | 8                | FRA E Lebesson FRA JN Yuan  | 11               | 6                | 7                | 11               | 9                | 11               | 13               |  |  |           |                            |           |           |           |           |           |           |           |  |  |       |                          |       |       |       |       |       |       |       |
| 11              | HUN A Szudi HUN S Pergel     | 6               | 5               | 3               | 9               |                 |                 |                 |  |  | 4                | HKG Wong CT HKG Doo HK      | 3                | 11               | 11               | 8                | 11               | 7                | 11               |  |  |           |                            |           |           |           |           |           |           |           |  |  |       |                          |       |       |       |       |       |       |       |
| 4               | HKG Wong CT HKG Doo HK       | 11              | 11              | 11              | 11              |                 |                 |                 |  |  |                  |                             |                  |                  |                  |                  |                  |                  |                  |  |  |           |                            |           |           |           |           |           |           |           |  |  | 1     | CHN Xu X CHN Liu S       | 11    | 11    | 8     | 9     | 9     | 11    | 6     |
| 3               | TPE Lin Y-j TPE Cheng I-c    | 11              | 11              | 11              | 11              |                 |                 |                 |  |  |                  |                             |                  |                  |                  |                  |                  |                  |                  |  |  |           |                            |           |           |           |           |           |           |           |  |  | 2     | JPN J Mizutani JPN M Ito | 5     | 7     | 11    | 11    | 11    | 6     | 11    |
| 12              | IND Achanta SK IND M Batra   | 8               | 6               | 5               | 4               |                 |                 |                 |  |  | 3                | TPE Lin Y-j TPE Cheng I-c   | 7                | 11               | 7                | 11               | 11               | 11               |                  |  |  |           |                            |           |           |           |           |           |           |           |  |  |       |                          |       |       |       |       |       |       |       |
| 14              | EGY O Assar EGY D Meshref    | 11              | 3               | 5               | 7               | 8               |                 |                 |  |  | 6                | KOR Lee S-s KOR Jeon J-h    | 11               | 4                | 11               | 7                | 8                | 7                |                  |  |  |           |                            |           |           |           |           |           |           |           |  |  |       |                          |       |       |       |       |       |       |       |
| 6               | KOR Lee S-s KOR Jeon J-h     | 9               | 11              | 11              | 11              | 11              |                 |                 |  |  |                  |                             |                  |                  |                  |                  |                  |                  |                  |  |  | 3         | TPE Lin Y-j TPE Cheng I-c  | 9         | 11        | 9         | 6         | 6         |           |           |  |  |       |                          |       |       |       |       |       |       |       |
| 7               | GER P Franziska GER P Solja  | 11              | 11              | 11              | 11              |                 |                 |                 |  |  |                  |                             |                  |                  |                  |                  |                  |                  |                  |  |  | 2         | JPN J Mizutani JPN M Ito   | 11        | 6         | 11        | 11        | 11        |           |           |  |  |       |                          |       |       |       |       |       |       |       |
| 16              | CUB J Campos CUB D Fonseca   | 5               | 7               | 8               | 7               |                 |                 |                 |  |  | 7                | GER P Franziska GER P Solja | 8                | 11               | 11               | 3                | 11               | 8                | 14               |  |  |           |                            |           |           |           |           |           |           |           |  |  |       |                          |       |       |       |       |       |       |       |
| 10              | AUT S Fegerl AUT S Polcanova | 5               | 11              | 9               | 4               | 4               |                 |                 |  |  | 2                | JPN J Mizutani JPN M Ito    | 11               | 5                | 3                | 11               | 9                | 11               | 16               |  |  |           |                            |           |           |           |           |           |           |           |  |  |       |                          |       |       |       |       |       |       |       |
| 2               | JPN J Mizutani JPN M Ito     | 11              | 8               | 11              | 11              | 11              |                 |                 |  |  |                  |                             |                  |                  |                  |                  |                  |                  |                  |  |  |           |                            |           |           |           |           |           |           |           |  |  |       |                          |       |       |       |       |       |       |       |

|  | Disputa pelo bronze |                            |    |    |    |    |  |  |  |
|  |                     |                            |    |    |    |    |  |  |  |
|  | 8                   | FRA E Lebesson FRA JN Yuan | 8  | 7  | 8  | 5  |  |  |  |
|  | 3                   | TPE Lin Y-j TPE Cheng I-c  | 11 | 11 | 11 | 11 |  |  |  |